# 福尔戈索多科雷尔
福尔戈索多科雷尔，是西班牙加利西亚自治区卢戈省的一个市镇。 总面积193平方公里，总人口1498人（2001年），人口密度8人/平方公里。